# Linzer Eissporthalle
Linzer Eissporthalle är en ishall i Linz. Här spelar ishockeylaget EHC Liwest Black Wings Linz. Hallen tar cirka 3 800 åskådare, varav 1 000 sittande.
1986 byggdes hallen av Linz stad, och länge gjordes inga större förändringar. 
2003 byggdes hallen om, och kostnaderna uppskattades till cirka 1,6 miljoner €. Bland annat byggdes två nya läktare, med totalt 136 nya sittplatser, och publikkapaciteten utökades snart från 3 000 till 3 800. I anslutning till den nordvästra läktaren byggdes nya omklädningsrum och ett VIP-område.
Förutom hemmamatcher med Black Wings spelas även senior- och U20-landskamper i hallen. Sponsornamnet är "Keine Sorgen - EisArena".